# 雷德蘭茲 (科羅拉多州)
雷德蘭茲（英語：Redlands）是位於美國科羅拉多州梅薩縣的一個人口普查指定地區。

## 地理
雷德蘭茲的座標為39°04′47″N 108°38′27″W / 39.07972°N 108.64083°W，而該地最高點為海拔高度1419米（即4656英尺）。

## 人口
根據2010年美國人口普查的數據，雷德蘭茲的面積為40.30平方千米，當中陸地面積為38.60平方千米，而水域面積為1.70平方千米。當地共有人口8685人，而人口密度為每平方千米215人。